# Portugalskie odznaczenia
| Baretka                                                                               | Nazwa                                                                              |
| Odznaczenie noszone wyłącznie podczas pełnienia urzędu przez Prezydenta Portugalii    | Odznaczenie noszone wyłącznie podczas pełnienia urzędu przez Prezydenta Portugalii |
| ------------------------------------------------------------------------------------- | ---------------------------------------------------------------------------------- |
|                                                                                       | Wstęga Trzech Orderów                                                              |
| Odznaczenia państwowe w kolejności starszeństwa (aktualnej dla sił zbrojnych od 2002) |                                                                                    |
|                                                                                       | Wielki Łańcuch Orderu Wieży i Miecza                                               |
|                                                                                       | Krzyż Wielki Orderu Wieży i Miecza                                                 |
|                                                                                       | Wielki Oficer Orderu Wieży i Miecza                                                |
|                                                                                       | Komandor Orderu Wieży i Miecza                                                     |
|                                                                                       | Oficer Orderu Wieży i Miecza                                                       |
|                                                                                       | Kawaler Orderu Wieży i Miecza                                                      |
|                                                                                       | Złoty Medal Waleczności Wojskowej z Palmą                                          |
|                                                                                       | Złoty Medal Waleczności Wojskowej                                                  |
|                                                                                       | Srebrny Medal Waleczności Wojskowej z Palmą                                        |
|                                                                                       | Srebrny Medal Waleczności Wojskowej                                                |
|                                                                                       | Brązowy Medal Waleczności Wojskowej z Palmą                                        |
|                                                                                       | Brązowy Medal Waleczności Wojskowej                                                |
|                                                                                       | Krzyż Wojenny                                                                      |
|                                                                                       | Krzyż Wielki Orderu Chrystusa                                                      |
|                                                                                       | Wielki Oficer Orderu Chrystusa                                                     |
|                                                                                       | Komandor Orderu Chrystusa                                                          |
|                                                                                       | Oficer Orderu Chrystusa                                                            |
|                                                                                       | Kawaler Orderu Chrystusa                                                           |
|                                                                                       | Krzyż Wielki Orderu Aviz                                                           |
|                                                                                       | Wielki Oficer Orderu Aviz                                                          |
|                                                                                       | Komandor Orderu Aviz                                                               |
|                                                                                       | Oficer Orderu Aviz                                                                 |
|                                                                                       | Kawaler Orderu Aviz                                                                |
|                                                                                       | Złoty Medal za Wybitną Służbę z Palmą                                              |
|                                                                                       | Złoty Medal za Wybitną Służbę                                                      |
|                                                                                       | Srebrny Medal za Wybitną Służbę z Palmą                                            |
|                                                                                       | Srebrny Medal za Wybitną Służbę                                                    |
|                                                                                       | Brązowy Medal za Wybitną Służbę z Palmą                                            |
|                                                                                       | Brązowy Medal za Wybitną Służbę                                                    |
|                                                                                       | Medal Zasługi Wojskowej                                                            |
|                                                                                       | Wielki Łańcuch Orderu św. Jakuba od Miecza                                         |
|                                                                                       | Krzyż Wielki Orderu św. Jakuba od Miecza                                           |
|                                                                                       | Wielki Oficer Orderu św. Jakuba od Miecza                                          |
|                                                                                       | Komandor Orderu św. Jakuba od Miecza                                               |
|                                                                                       | Oficer Orderu św. Jakuba od Miecza                                                 |
|                                                                                       | Kawaler Orderu św. Jakuba od Miecza                                                |
|                                                                                       | Wielki Łańcuch Orderu Infanta Henryka                                              |
|                                                                                       | Krzyż Wielki Orderu Infanta Henryka                                                |
|                                                                                       | Wielki Oficer Orderu Infanta Henryka                                               |
|                                                                                       | Komandor Orderu Infanta Henryka                                                    |
|                                                                                       | Oficer Orderu Infanta Henryka                                                      |
|                                                                                       | Kawaler Orderu Infanta Henryka                                                     |
|                                                                                       | Krzyż Wielki Orderu Wolności                                                       |
|                                                                                       | Wielki Oficer Orderu Wolności                                                      |
|                                                                                       | Komandor Orderu Wolności                                                           |
|                                                                                       | Oficer Orderu Wolności                                                             |
|                                                                                       | Kawaler Orderu Wolności                                                            |
|                                                                                       | Medal Obrony Narodowej – Medalha da Defesa Nacional (ust. 2002)                    |
|                                                                                       | Medal Krzyża Świętego Jerzego – Medalha da Cruz de São Jorge (ust. 2000)           |
|                                                                                       | Medal Krzyża Marynarki – Medalha da Cruz Naval (ust. 1985)                         |
|                                                                                       | Medal Alfonsa Henryka – Medalha de D. Afonso Henriques (ust. 1985)                 |
|                                                                                       | Medal Zasługi Lotniczej – Medalha de Mérito Aeronáutico (ust. 1985)                |
|                                                                                       | Złoty Medal Przykładnego Prowadzenia                                               |
|                                                                                       | Srebrny Medal Przykładnego Prowadzenia                                             |
|                                                                                       | Brązowy Medal Przykładnego Prowadzenia                                             |
|                                                                                       | Medal za Wyróżniające Osiągnięcia w Kampanii                                       |
|                                                                                       | Medal Rannych w Kampanii                                                           |
|                                                                                       | Medal Uznania                                                                      |
|                                                                                       | Medal Pamiątkowy Kampanii                                                          |
|                                                                                       | Medal Pamiątkowy Komisji Służb Specjalnych                                         |
|                                                                                       | Krzyż Wielki Orderu Zasługi                                                        |
|                                                                                       | Wielki Oficer Orderu Zasługi                                                       |
|                                                                                       | Komandor Orderu Zasługi                                                            |
|                                                                                       | Oficer Orderu Zasługi                                                              |
|                                                                                       | Medal Orderu Zasługi                                                               |
|                                                                                       | Order Edukacji Publicznej – Krzyż Wielki                                           |
|                                                                                       | Order Edukacji Publicznej – Wielki Oficer                                          |
|                                                                                       | Order Edukacji Publicznej – Komandor                                               |
|                                                                                       | Order Edukacji Publicznej – Oficer                                                 |
|                                                                                       | Order Edukacji Publicznej – Medal                                                  |
|                                                                                       | Order Zasługi Przedsiębiorczej (Rolnictwo) – Krzyż Wielki                          |
|                                                                                       | Order Zasługi Przedsiębiorczej (Rolnictwo) – Wielki Oficer                         |
|                                                                                       | Order Zasługi Przedsiębiorczej (Rolnictwo) – Komandor                              |
|                                                                                       | Order Zasługi Przedsiębiorczej (Rolnictwo) – Oficer                                |
|                                                                                       | Order Zasługi Przedsiębiorczej (Rolnictwo) – Medal                                 |
|                                                                                       | Order Zasługi Przedsiębiorczej (Handel) – Krzyż Wielki                             |
|                                                                                       | Order Zasługi Przedsiębiorczej (Handel) – Wielki Oficer                            |
|                                                                                       | Order Zasługi Przedsiębiorczej (Handel) – Komandor                                 |
|                                                                                       | Order Zasługi Przedsiębiorczej (Handel) – Oficer                                   |
|                                                                                       | Order Zasługi Przedsiębiorczej (Handel) – Medal                                    |
|                                                                                       | Order Zasługi Przedsiębiorczej (Przemysł) – Krzyż Wielki                           |
|                                                                                       | Order Zasługi Przedsiębiorczej (Przemysł) – Wielki Oficer                          |
|                                                                                       | Order Zasługi Przedsiębiorczej (Przemysł) – Komandor                               |
|                                                                                       | Order Zasługi Przedsiębiorczej (Przemysł) – Oficer                                 |
|                                                                                       | Order Zasługi Przedsiębiorczej (Przemysł) – Medal                                  |
| Wycofane odznaczenia                                                                  |                                                                                    |
|                                                                                       | Wstęga Dwóch Orderów – typ I                                                       |
|                                                                                       | Wstęga Dwóch Orderów – typ II                                                      |
|                                                                                       | Wstęga Dwóch Orderów – typ III                                                     |
|                                                                                       | Krzyż Wielki Orderu Imperium ⇐ Order Imperium Kolonialnego                         |
|                                                                                       | Wielki Oficer Orderu Imperium ⇐ Order Imperium Kolonialnego                        |
|                                                                                       | Komandor Orderu Imperium ⇐ Order Imperium Kolonialnego                             |
|                                                                                       | Oficer Orderu Imperium ⇐ Order Imperium Kolonialnego                               |
|                                                                                       | Kawaler Orderu Imperium ⇐ Order Imperium Kolonialnego                              |
|                                                                                       | Medal Wojskowy                                                                     |
|                                                                                       | Medal Zwycięstwa                                                                   |
| Ordery domowe dynastii Braganza                                                       |                                                                                    |
|                                                                                       | Order Vila Viçosa                                                                  |
|                                                                                       | Order św. Elżbiety                                                                 |
|                                                                                       | Order Skrzydła św. Michała                                                         |